# Kocioł Łomniczki

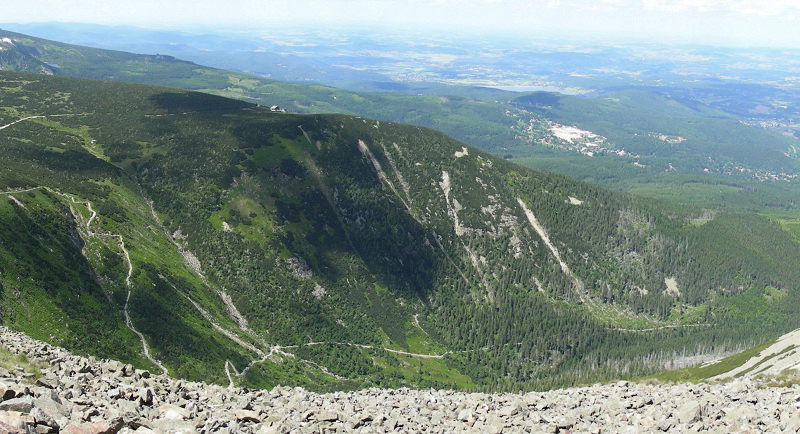
Widok ze szczytu Śnieżki

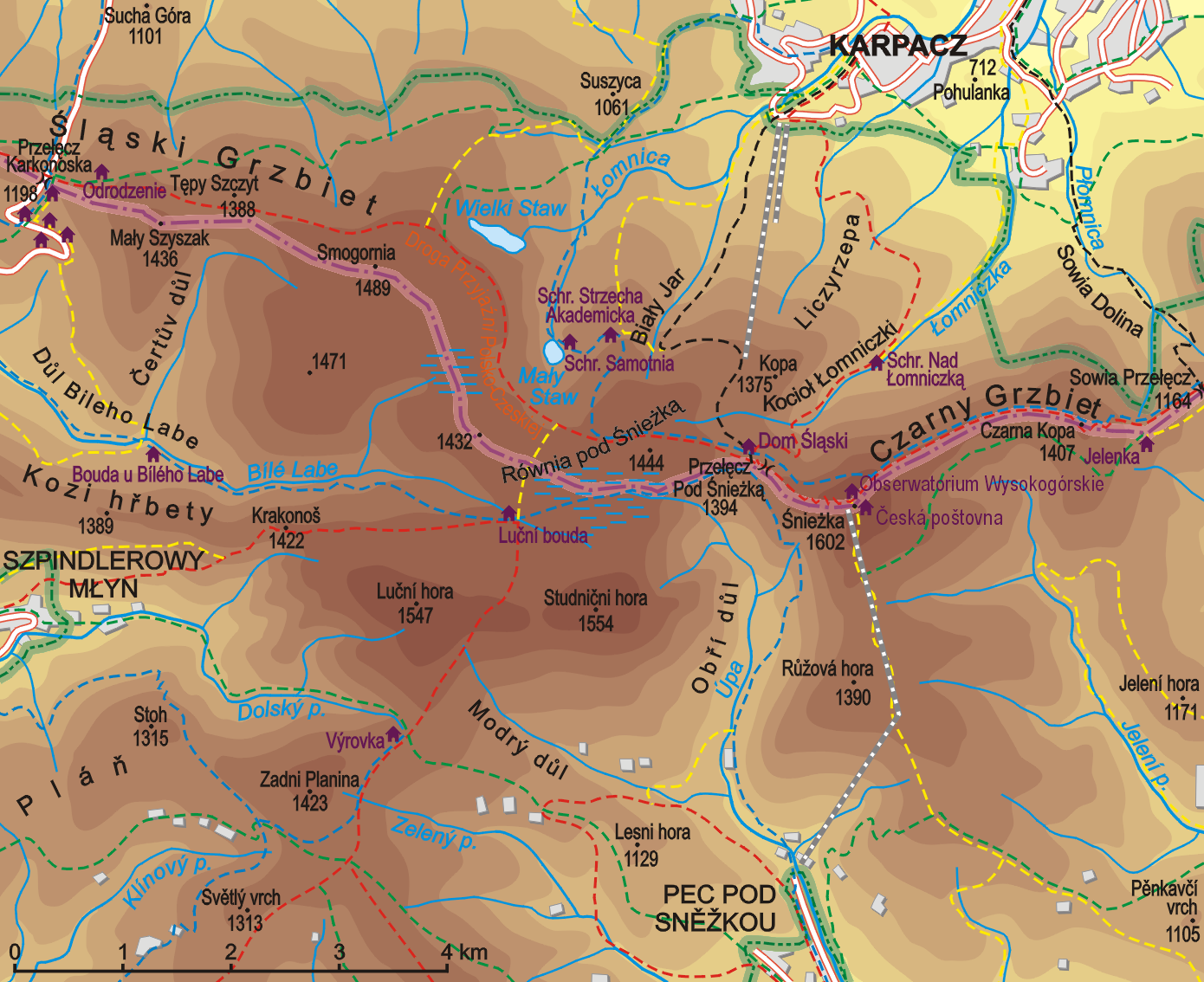
Kocioł Łomniczki na mapie okolic Śnieżki

Kocioł Łomniczki (oficjalnie Kocioł pod Śnieżką; niem. Melzergrund) – kocioł polodowcowy w Karkonoszach, w Sudetach Zachodnich.
Kocioł Łomniczki – najgłębszy (około 300 m) karkonoski kocioł pochodzenia lodowcowego, utworzony u podnóża Równi pod Śnieżką. 
Kocioł ma kształt rozległej niszy, która podcina wschodnie zbocze Równi pod Śnieżką i północno-zachodnie zbocze Śnieżki. Wysokość ścian kotła wynosi 100 m. Dno kotła znajduje się na wysokości 1100–1150 m n.p.m. W zachodniej części kotła Jarem Łomniczki spada system kaskad na Łomniczce, tworząc Wodospad Łomniczki. Jest to najdłuższy (300 m) ciąg kaskad w polskich Karkonoszach. W kotle brak moren czołowych, które prawdopodobnie zostały rozmyte przez wody Łomniczki. Najniższe moreny występują na wysokości 880–900 m n.p.m. Największy zasięg lodowca wynosił 2.000 m. Powstał w plejstocenie, prawdopodobnie w czasie ostatniego zlodowacenia (bałtyckiego). 
Kocioł charakteryzuje się licznymi spływami gruzowymi, w 2011 r. były tam widoczne ślady 23 takich spływów
Na ścianie kotła usytuowano symboliczny cmentarz ludzi związanych z Karkonoszami, którzy zginęli w górach.
Obszar kotła objęty jest ścisłą ochroną. Już w 1933 utworzono tu rezerwat przyrody.

## Turystyka
Przez kocioł prowadzi szlak turystyczny:
- – czerwony fragment Głównego Szlaku Sudeckiego z Karpacza na Równię pod Śnieżką.

Kocioł Łomniczki stanowi zimą bardzo niebezpieczne miejsce ze względu na duże zagrożenie lawinowe. Z tego powodu zimą szlak turystyczny prowadzący przez kocioł jest zamknięty.
W pobliżu górnej krawędzi kotła na Równi pod Śnieżką położone jest schronisko turystyczne Dom Śląski (Schronisko pod Śnieżką). Poniżej kotła znajduje się schronisko „Nad Łomniczką”.
W roku 1901 powyżej Wodospadu Łomniczki powstało niewielkie schronisko (na jedynej zachowanej jego fotografii nosi nazwę Einkehrhaus zum Lomnitzfall im Melzergrund). Jeszcze przed oddaniem do użytku, 3 marca 1902 zostało zniszczone przez lawiny śnieżne.